# Playa de Torregarcía
La playa de Torregarcía es un espacio costero arenoso  de las costas de la provincia de Almería (Andalucía, España).
Está localizada entre las desembocaduras de la rambla del Agua y la rambla de las Amoladeras. Ocupa el espacio costero del extremo occidental del parque natural del Cabo de Gata-Níjar. Toma su nombre de la ermita homónima que se construyó en honor a la imagen de la Virgen del Mar, patrona de la ciudad de Almería, cuya imagen apareció en este lugar el 21 de diciembre de 1502.

## Descripción
Se trata de una playa virgen de arena oscura y guijarros a la que puede accederse por el camino que bordea la costa desde San Miguel de Cabo de Gata hasta Retamar, y aunque la afluencia es baja, el tránsito de vehículos está controlado. Sin urbanizar y dotada de escasos recursos (zonas de aparcamiento, papeleras y servicios de limpieza), suele verse afectada por rachas de viento que provocan un oleaje moderado.
Una de las torres que jalonan el litoral, conocida también como Torre García, se alza aquí y desde ella puede contemplarse una extensa panorámica de toda la Bahía de Almería. A sus pies, unos yacimientos arqueológicos identificados como una factoría de salazón de pescado construida por los romanos que ocuparon el lugar.
Playa catalogada como Zona B3 en el Plan de Ordenación de Recursos Naturales de 2008.

## Galería

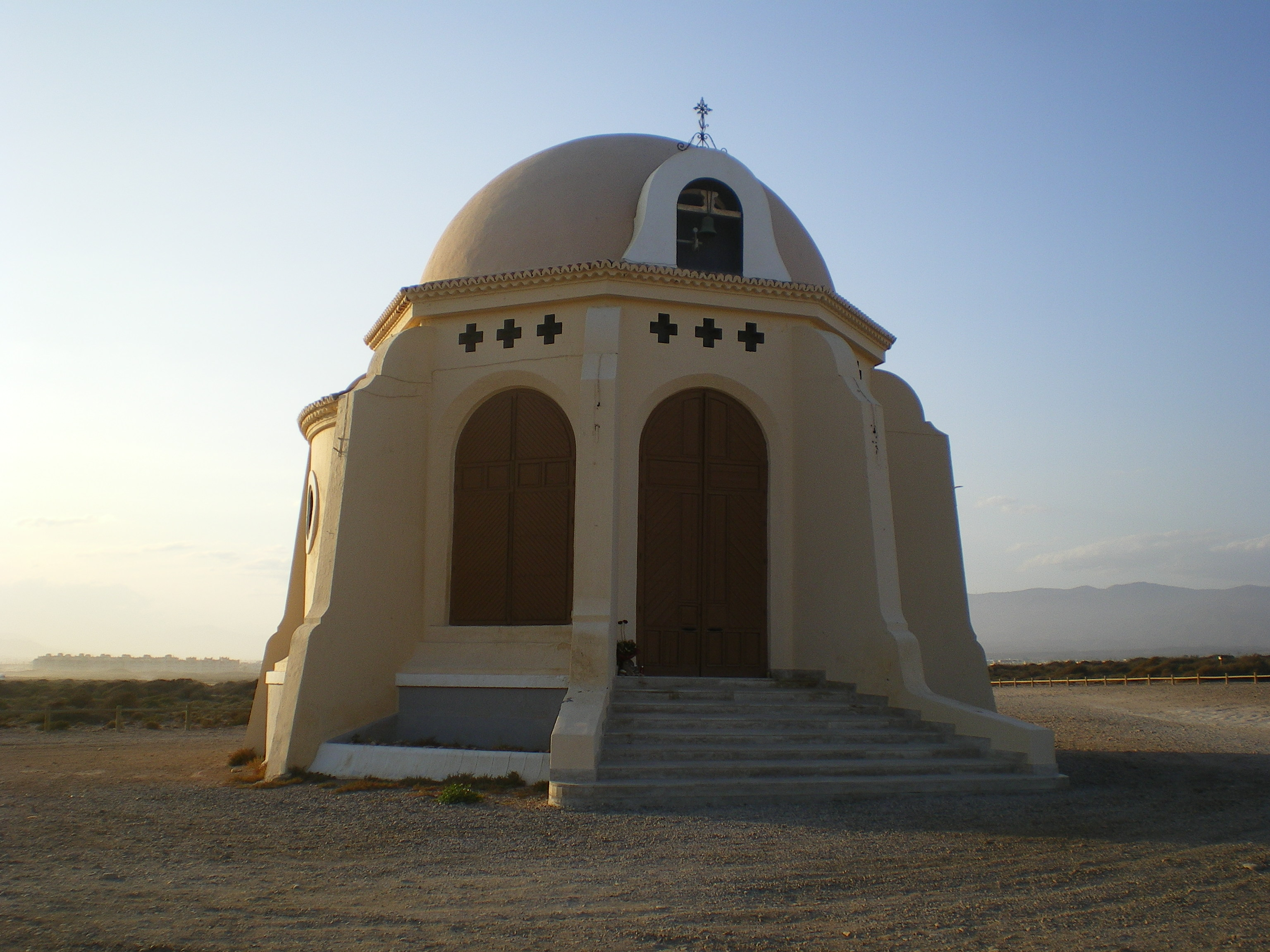
Ermita de Torregarcía.
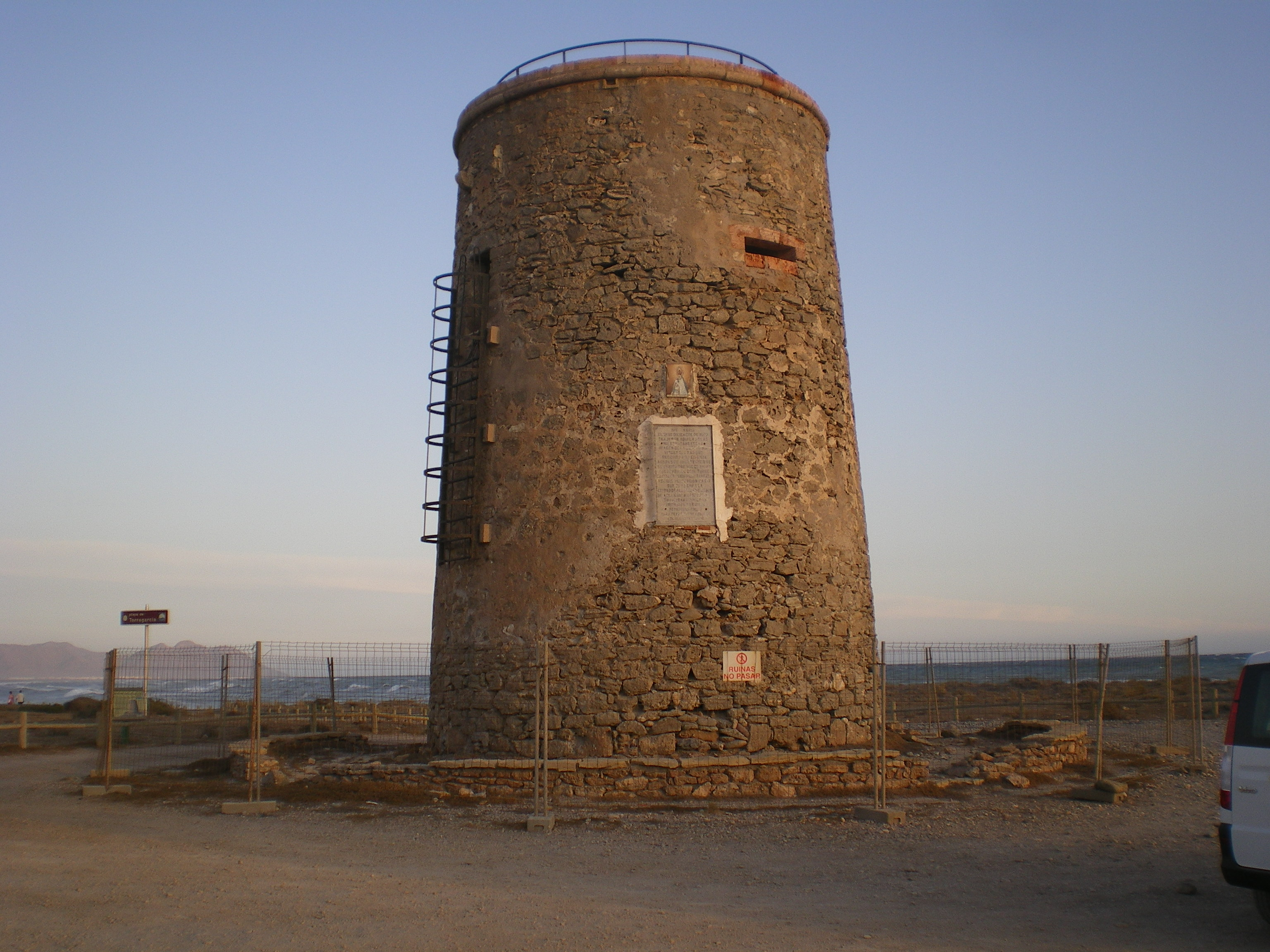
Torre García.
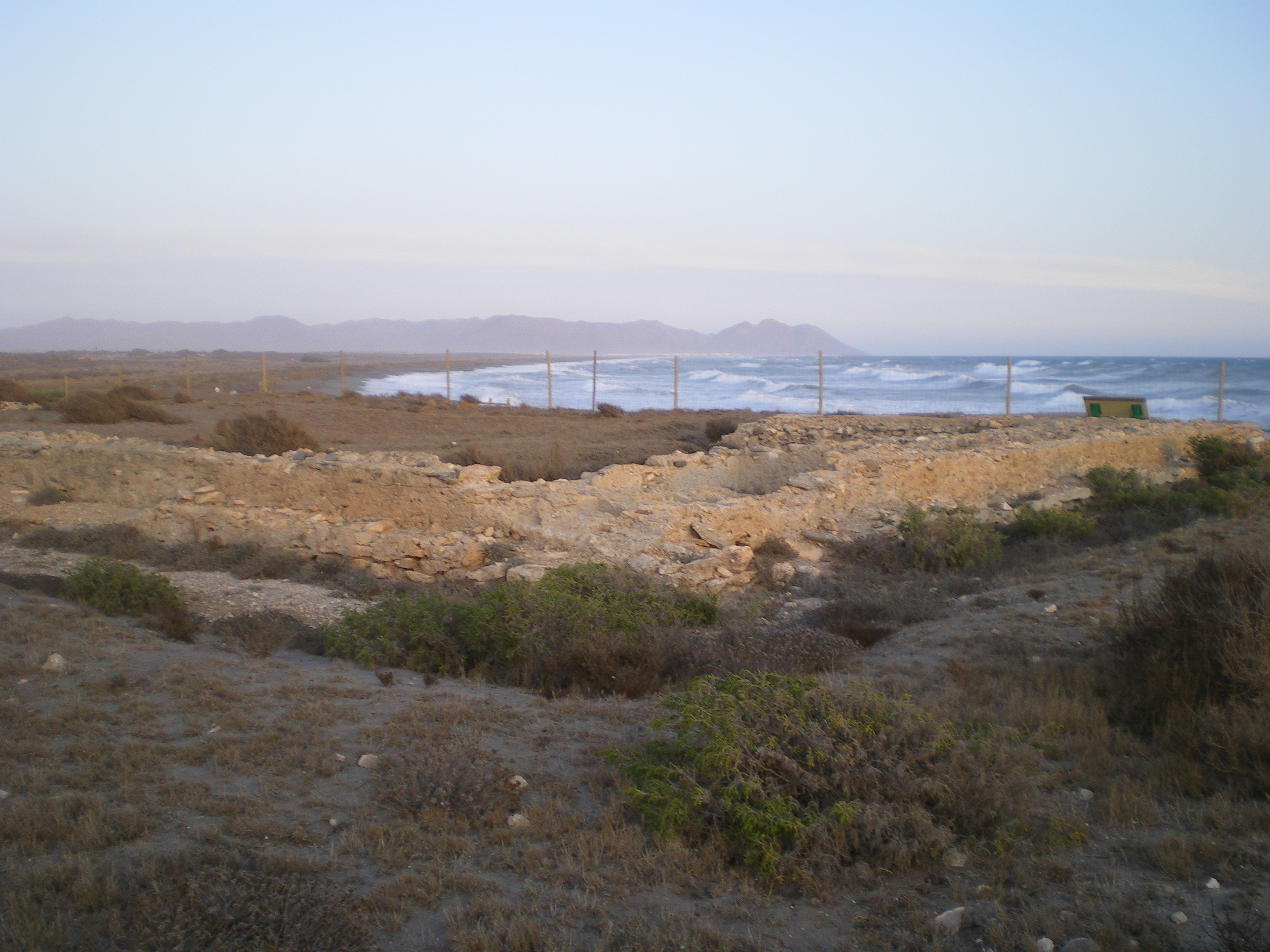
Factoría de salazón.